# Мировая война Халка
«Мирова́я война́ Ха́лка» (англ. World War Hulk) — мини-серия комиксов издательства Marvel Comics, опубликованная в 2007 году. Данный кроссовер состоит из пяти основных выпусков, а также к нему примыкают три ограниченные серии: World War Hulk: Front Line, World War Hulk: Gamma Corps и World War Hulk: X-Men. Также эти события имели влияние или упоминались и в других сериях Marvel.

## История публикации
Пролог всего кроссовера начался в одиночном выпуске World War Hulk Prologue: World Breaker, автор — Питер Девид, художник — Шон Филлипс, Альваро Рио и Ли Увикс. Параллельно развивались события в номерах Incredible Hulk vol. 3 #106-110 и World War Hulk: Frontline #1-6, в качестве демонстрации реакции различных персонажей на возвращение Халка. Позже события кроссовера развивались в регулярных сериях — Avengers: The Initiative, Ghost Rider, Heroes For Hire, Irredeemable Ant-Man, The Punisher War Journal и Iron Man, a также в минисерии, где Халк и Люди-Икс объединились в новую команду — Гамма-корпус.

## Сюжет
После того, как Иллюминаты (Чёрный Гром, Тони Старк, Чарльз Ксавьер, Доктор Стрэндж, Нэмор и Рид Ричардс) изгнали Халка с Земли, космический корабль, на котором он прилетел, взрывается, убив его беременную жену. Обвинив Иллюминатов в её смерти, Халк возвращается на Землю, чтобы отомстить, вместе с новыми союзниками, группой Дозор: Героим, Корг, Элло Каифи, Мик, Подкидыш, Дуга-Е-5912 и Менг.
Расположившись на Луне, Халк жестоко расправляется с королём Нелюдей Чёрным Громом (который впоследствии оказался самозванцем). Затем Халк отправился в Манхэттен, Нью-Йорк, где потребовал встречи с Иллюминатами и эвакуации города.
Придя в дом Людей X, Халк узнаёт, что профессор Ксавье не принимал участия в изгнании Халка с планеты, однако он согласился бы с этим решением. Халк сокрушил нескольких Людей X и начал сражаться с Джаггернаутом. Однако, во время битвы, ему становятся известны события Дня М, и он отступает, полагая, что Ксавье и так достаточно пострадал.
Халк возвращается в Манхэттен и вступает в битву с командой супергероев Корпусом Гамма и Призрачным Гонщиком. Халк побеждает Железного Человека, попутно разрушив башню Старка. Следом Халк и его Дозор друг за другом сокрушают Новых Мстителей, Могучих Мстителей, Дока Самсона и Фантастическую Четвёрку. Халк надевает «диски повиновения» на побеждённых и заключает их в тюрьму для супергероев, которая блокирует их способности.
После короткой битвы с участием Геркулеса, Амадеуса Чо, Немора и Ангела, Халк расправляется с генералом Таддеусом «Громовержцем» Россом и американской армией. После Халк сталкивается с Доктором Стренджем, который мистическим образом сливается со своим старым могучим врагом, Зомом. Халк побеждает одержимого Зомом Стренджа, в результате чего ему удаётся изгнать демоническую сущность.
Заключённому Тони Старку (Железный Человек) удаётся связаться со Щ. И. Т.ом, предложив чрезвычайный план: погрузить Манхэттен в Негативную Зону, тем самым уничтожив Халка и всё живое на острове, включая часть населения другого города, принеся героев в жертву.
Тем временем Халк и его Дозор превращают Мэдисон-сквер-гарден в гладиаторскую арену. Он предотвращает попытку покушения на него Скорпиона и вступает в противоборство с Инициативой.
После речи своим зрителям Халк устраивает для Доктора Стренджа, Железного Человека, Чёрного Грома и Мистера Фантастика побоище, в котором они должны сражаться друг с другом, даже если кто-то умрёт, на потеху публике. Халк объявил, что его цель «правосудие, а не убийства», поэтому никто не должен умереть. Он планирует уничтожить Нью-Йорк и заставить Мстителей сожалеть о содеянном.
Однако, планы Халка были нарушены внезапным прибытием Часового, который сразу его атаковал. Часовой потратил всю свою энергию, пытаясь остановить Халка, и вернул себе человеческий облик, Роберта Рейнолдса. Жертва Рейнолдса подействовала и на Халка, который стал Брюсом Беннером. Возмущённый милосердием и преобразованием Халка, член Дозора Мик напал на Беннера. Рик Джонс отталкивает Беннера в сторону, в результате чего получает жестокие ранения. Беннер вновь становится Халком. Будучи Халком, он атакует Дозор. Мик сознаётся, что взрыв, из-за которого началась эта война, не был делом рук Иллюминатов. Его подстроили сторонники Красного Короля. Мик знал об этом, но не остановил их, надеясь, что инцидент сподвигнет Халка вернуться на путь разрушений. В приступе дикой ярости Халк невольно начал излучать энергию, которая стала угрожать всей планете. По просьбе Халка Старк активировал боеприпасы со спутника, которые открыли по нему огонь, оставив его без сознания в теле Брюса Беннера.
Позже Щ. И. Т. заключает Баннера в военную тюрьму на уровне трёх миль под землёй вместе с группировкой Дозор, а на планете Сакаар начинает пробуждаться неизвестный.
Немор был избавлен от гнева Халка, так как Халк узнал, что Немор был единственным из Иллюминатов, кто голосовал против изгнания Халка с Земли, и предсказал возможное возвращение Халка в поисках мести.

## Прочее
Этот комикс в России был издан отдельной книгой под названием «Мировая война: Халк» в 2010 году издательским домом «Комикс», а также под названием «Мировая война Халка» в серии Marvel. Официальная коллекция комиксов (№ 51) в 2015 году издательством Ашетт Коллекция.